# Jaskinia Pychowicka
Jaskinia Pychowicka, Schronisko w kamieniołomie obok Jaskini Twardowskiego II, Jaskinia Wiślana – jaskinia krasowa w Dzielnicy VIII Dębniki w Krakowie. Znajduje się we wschodniej ścianie kamieniołomu Łom Bergera na Górze Księżej w Pychowicach przy ul. Norymberskiej.

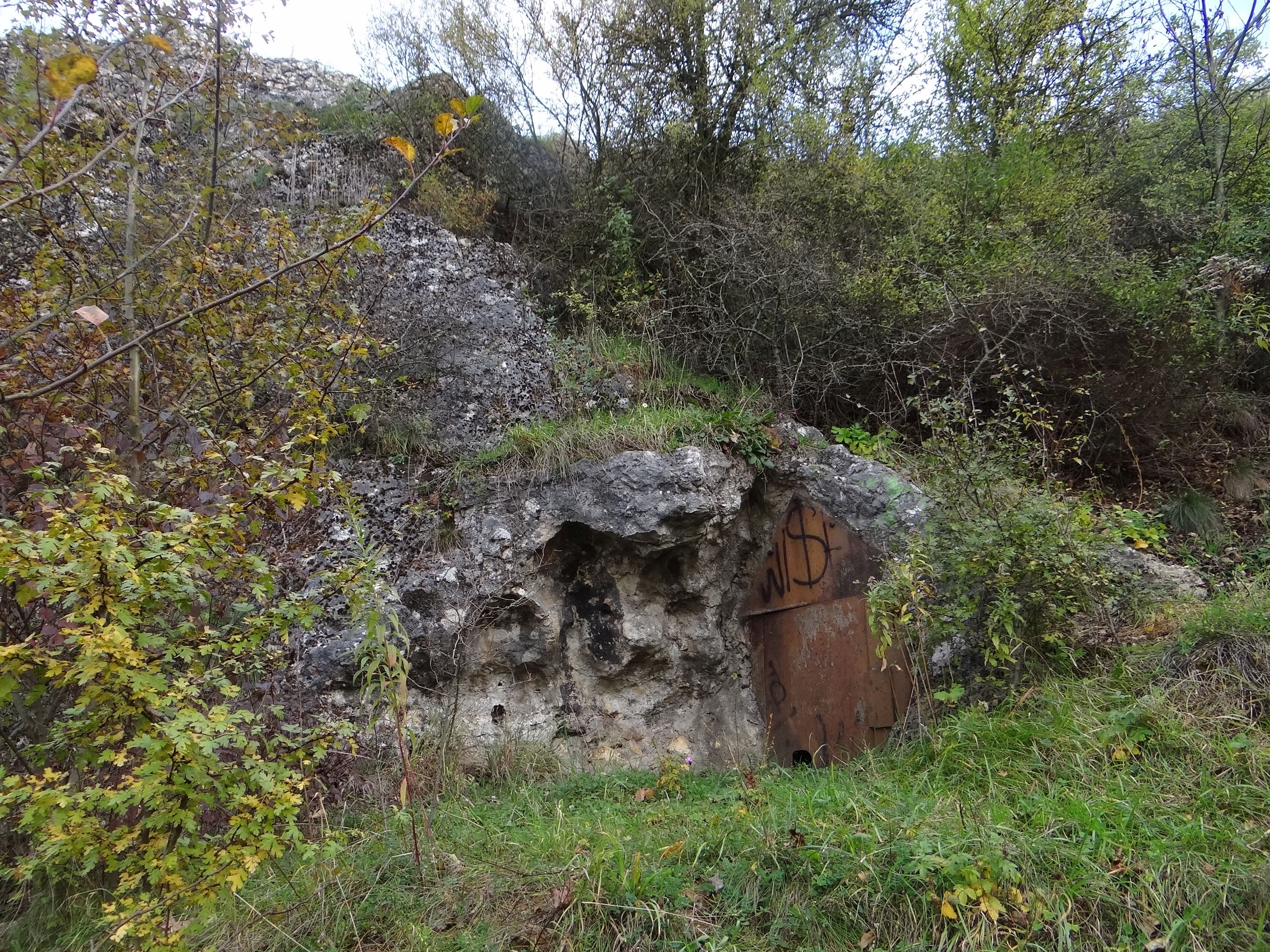
Zamknięty stalową płytą otwór jaskini

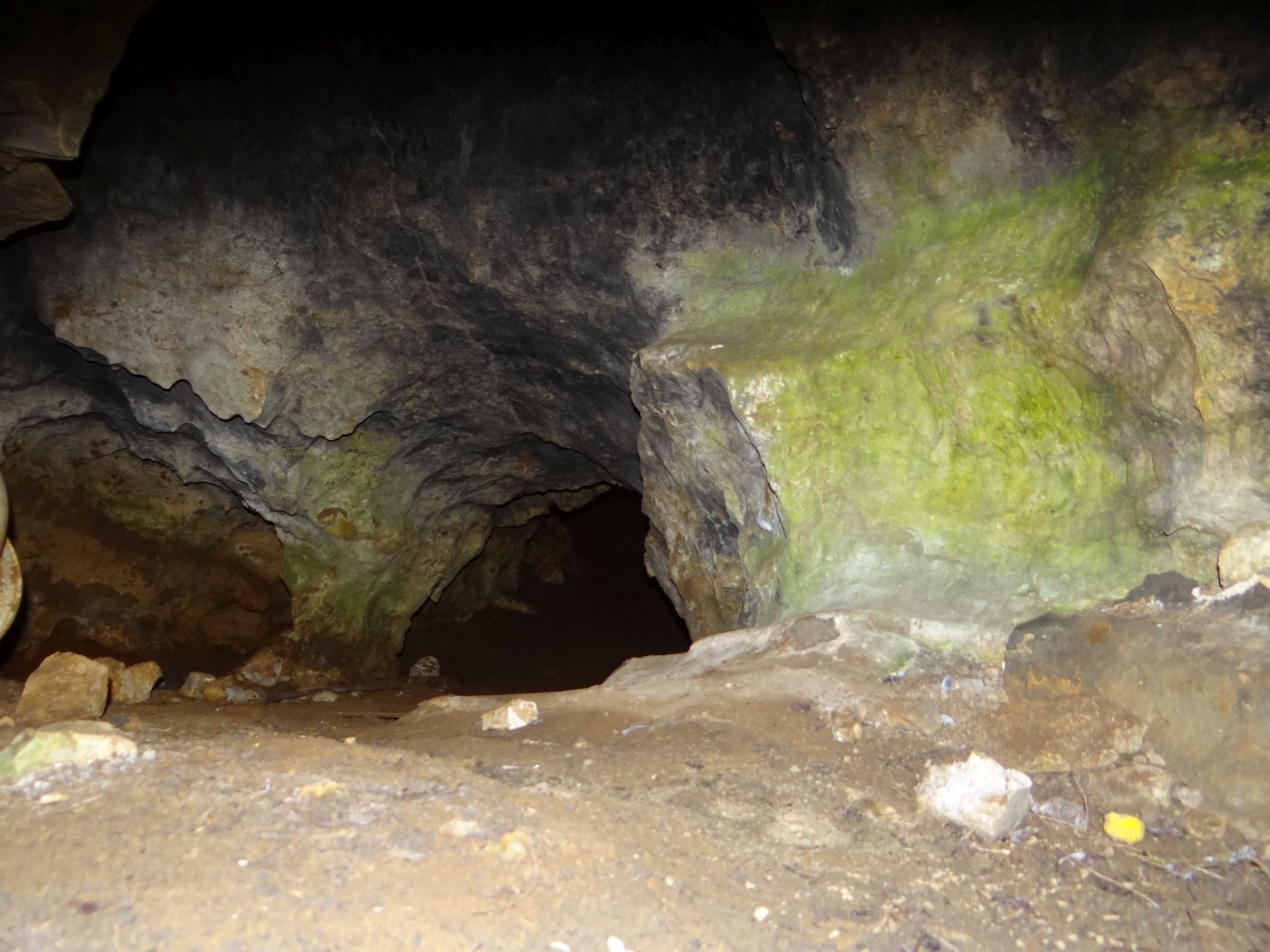
Korytarz za otworem wejściowym

## Opis jaskini
Otwór jaskini znajduje się na wysokości około 9 m nad dnem kamieniołomu, powyżej rdzawego osypiska. Ma trójkątny kształt, wysokość 1,2 m i szerokość 1,5 m. W 2019 r. jaskinia jest niedostępna – otwór zamknięty jest masywną stalową płytą. Od otworu biegnie główny korytarz o trapezowym kształcie i skalistym dnie. Za obniżeniem i dwumetrowej wysokości progiem znajduje się rozszerzenie, w którym korytarz rozgałęzia się. Główny, lewy ciąg po 5 m doprowadza do Sali z Eksami, prawy do Sali z Dolomitami. Obydwie połączone są korytarzem Piotrołom. Od Sali z Eksami główny korytarz z dwoma kominami doprowadza do rozszerzenia Bąbel Górny. Jest to najniższe miejsce jaskini, położone 3,4 m poniżej poziomu otworu. Ma postać korytarza o wysokości 2 m. Wznosi się on do góry i doprowadza do podstawy komina Kaziołom o wymiarach 1,5 × 1 m i wysokości 5 m. W miejscu tym jaskinia rozgałęzia się na kilka ciągów. W górę biegną dwa mniejsze i ślepo kończące się odnogi; korytarz Naciekowiec i Komin Kęsia. W kierunku północno-zachodnim biegnie Korytarz Bielski łączący Kaziołom z Salą Dolomitową, zaś w kierunku południowo-zachodnim korytarz, który rozgałęzia się na dwie ślepe odnogi; wysoki komin i obszerny, ale krótki korytarz zablokowany piaszczystymi osadami. Naciekowiec początkowo stromo wznosi się do góry, potem biegnie poziomo i staje się zbyt ciasny do przejścia. Prawdopodobnie jest on częścią większego, zamulonego piaskiem systemu. Sala Dolomitowa to największa próżnia skalna w Jaskini Pychowickiej. Ma wysokość do 3,5 m, szerokość 4 m i długość 6 m. Stromo w górę wychodzi z niej ślepa odnoga – korytarz zablokowany piaskiem i kawałkami dolomitu.
Jaskinia powstała w strefie saturacji w uławiconych wapieniach i dolomitach z okresu jury późnej. O jej powstaniu poniżej poziomu lustra wody świadczą kotły wirowe na stropie oraz korytarze o okrągłym przekroju z licznymi, wirowymi zagłębieniami na ścianach.
Oprócz wapieni i dolomitów w ścianach Kaziołomu znajdują się w niej krzaczaste krzemienie metasomatyczne. Namulisko jest piaszczysto-gliniaste, obfite. Nieznana jest jego miąższość. Jego osady są warstwowane i różnobarwne. Występują w nich warstwy rdzawego piasku z iłem, białego piasku równoziarnistego, średnioziarnistego żwiru z otoczakami granitu, gnejsu i kwarcu. oraz intruzje szarego iłu i czarnego manganu. W namulisku występuje duża ilość pochodzących z jury późnej skamieniałości małży, ramienionogów, gąbek, mszywiołów, kolcy jeżowców i in. Nacieki ubogie – w kilku miejscach na powierzchni namuliska występują  kilkumilimetrowej grubości polewy naciekowe, a w Bielskim Korytarzu kilka białych stalaktytów o długości do 5 cm. Dawniej w Naciekowcu na powierzchni namuliska występowały białe nacieki grzybkowe i cienkie polewy.
Jaskinia jest wilgotna, a na jej dnie w niektórych miejscach tworzą się kałuże wody. Oświetlona jest światłem słonecznym tylko w pobliżu otworu. Nie obserwowano żadnych zwierząt współczesnych.

## Historia badań i eksploracji
Otwór jaskini odsłonięto w okresie międzywojennym podczas eksploatacji kamieniołomu. Prawdopodobnie w wyniku tej eksploatacji zniszczono odcinek o długości 35 m łączący Jaskinię Pychowicką z Tunelem Pychowickim (dawniej tworzyły one jeden system jaskiniowy). Po zamknięciu kamieniołomu (prawdopodobnie nastąpiło to podczas II wojny światowej), Jaskinia Pychowicka była tylko płytką wnęką. Cały jej obecny system powstał  w wyniku odkopania, jaskinia była bowiem całkowicie zamulona. Początkowo, w nieznanym czasie, odkopano tylko jej pierwszy, ośmiometrowy odcinek. W 1992 roku zainteresowali się nią grotołazi, którzy usunęli osady z odcinka o długości 21 m. Od 1995 jej eksploatację prowadzili liczni grotołazi z ośrodka bielskiego, krakowskiego i katowickiego, którzy usuwali osad z dalszych partii korytarzy. W rezultacie ich prac odkryto następne 80 m korytarzy. W pracach tych brało udział około 50 grotołazów. W 1999 r. otwór zamknięto stalową płytą.
Po raz pierwszy jaskinię wzmiankowali M. Szelerewicz i A. Górny w 1986 r. Nadali jej nazwę Schronisko w kamieniołomie obok J. Twardowskiego II. W 1992 r. R. Stachnik opisał wówczas znane jej korytarze  o łącznej długości 21 m pod nazwą Jaskinia Wiślana. W 1998 r. M. Szelerewicz sporządził nowy jej opis i plan. Jaskinia miała wówczas 54 m znanych korytarzy. Aktualną dokumentację jaskini sporządzili A. Górny i P. Kulbicki w grudniu 1999 r.
W jaskini nie stwierdzono żadnych śladów obecności ludzi, prócz grotołazów usuwających jej osady, którymi zamulone były korytarze.